# Collet de la Basseta
El collet de la Basseta és una serra al municipi de Ginestar (Ribera d'Ebre), amb una elevació màxima de 117 msnm.